# 南の大火
南の大火 (みなみのたいか) は、1912年（明治45年）1月16日未明に、大阪府大阪市南区で発生した大火。
南区難波新地四番町（現中央区難波四丁目付近）の貸座敷（妓楼）「遊楽館」から出火し、およそ10時間も燃え続けた。
死者4名（消防夫2名を含む）。焼失戸数5200戸。東西1.4km、南北400mに渡って焼失。罹災面積10,946坪（33.3ヘクタール）。
強い西風にあおられて高津入堀川を越えて延焼し、劇場・寄席・貸座敷などの他に、生国魂神社・榎神社・明治病院・高津尋常小学校なども被災した。
焼け跡には、1914年（大正3年）から1915年（大正4年）にかけて大阪市電九条高津線が敷設され、現在の千日前通の一部区間となっている。